# Alexsander
Alexsander Cristhian Gomes da Costa (ur. 8 października 2003 w Barra de Santa Rosa) – brazylijski piłkarz występujący na pozycji defensywnego pomocnika lub lewego obrońcy, od 2022 roku zawodnik Fluminense.